# Горич-Большой, Иван Петрович
Иван Петрович Горич (1740—1788) — русский военачальник, генерал-майор Русской императорской армии.

## Биография
Иван Горич-Большой родился в 1740 году в городе Кизляре. Его отец — Пётр Васильевич Горич, служил в отряде генерала Эльмурзы Бековича-Черкасского.
Принял православие в 1767 году.
В их родословной сказано, что «сии два брата происходят от владельцев Басиатова рода (княжеская династия Басиатов у балкарцев - К. А.), владеющих народом хазарского племени балкарским или малкарским». Данная им русскими при крещении, новая фамилия Горич является производной от балкарского титула "таубий"1. В русских источниках этот титул известен в калькированной форме «горский князь».
Определённый свет на их происхождение проливает также письмо, отправленное одним из Горичей в Правительствующий Сенат. В этом письме Иван Горич сообщает: «До покорения царем Иоанном Васильевичем (Грозным-К.А.) города Казани и до присоединения им пространства земель по сию сторону Терека и Кавказской, что было прежде Астраханской губернией, лежавших под российскую державу, предок его, Башив, по выходу из-за границы, выведя с собою из гор довольное число тамошнего народа основал на Тереке немаловажное селение, что ныне город Кизляр, где и сам имел жительство, владея землями беспрекословно, когда еще законы российские на сей край, распространены еще не были, и каждый из обитателей того края имел в своем владении такое количество земли, сколько кто в силах был обрабатывать. Таким образом, и предок его Башив и по нем приемник его в 6-х коленах, как-то: Кары, Пишляр, Федор, Василий и его отец Петр, а за ним в 7 колене и он - Иван Горич, владея сими землями, завели фруктовые сады».
Из этого письма следует: 1) предки Горичей — балкарские таубийи («горские князья») со своими поданными поселились на земле нынешней Кизлярщины у устья Терека ещё до эпохи Ивана Грозного, т.е. задолго до завоевания русскими этих земель и основания здесь г. Кизляр; 2) они (предки Горичей) основали здесь, на Тереке, «немаловажное селение, что ныне город Кизляр», где и сами имели жительство и 3) древнее семейное предание, содержащееся в письме Горича, проливает дополнительный свет на ранее неизвестные страницы этнической истории тюркского населения Северного Кавказа, в частности, балкарцев.
Военную службу начинал в Терском кизлярском войске. Принимал участие в русско-турецкой войне 1768—1774 годов. В чине войскового старшины в 1771 году был награждён именной «золотой медалью в 30 червонцев».
В 1774 году, в чине премьер-майора и будучи в составе Венгерского гусарского полка, за военные отличия был награждён орденом св. Георгия 4-й степени. В 1777 году был произведён в подполковники. В январе 1783 года — в полковники, а в мае — в бригадиры, причём числился при Астраханском нерегулярярном войске. Генерал-майор с 1784 года.
В 1787 году во главе 5-тысячного кабардинского воинства Горич совершил поход в Закубанье против турок и крымских войск.
Погиб при штурме крепости Очаков, занятой турками, 6 декабря 1788 года.
Тело Горича, вместе с телами других героев Очаковского штурма, по приказу Г. А. Потёмкина было доставлено в Херсон и погребено в ограде собора Св. Екатерины, где покоится и поныне.
Был женат, имел сына. Брат — Горич-Меньшой, Иван Петрович — также Георгиевский кавалер (1775).
В конце 1780-х годов Горичу-Большому русскими властями было поручено было управлять Большой Кабардой, а Малой Кабардой— Горичу-Меньшому.

## Награды
- Награждён орденом Св. Георгия 4-й степени (№ 238 (198); 26 ноября 1774).
- Также награждён другими орденами Российской империи.
- По Высочайшему Указу от 23 июля 1774 г. жалован дипломом на потомственное дворянское достоинство[3].

## Память
- В 1903 году в Очакове был воздвигнут памятник И. П. Горичу на пересечении улицы Кутузова (ныне проспект им. 50-летия Октября) с улицей Горича (ныне ул. Шмидта), также названной в его честь. В сталинские времена памятник этот был уничтожен. Восстановлен в 1978 году. С каждой стороны памятника прикреплена металлическая доска. На них такие надписи:

на первой (главной) — «Бригадиру Горичу от благодарных очаковцев»;
на второй — «Бестрепетный герой бригадир Горич, ознаменовавший служение своё беззаветной храбростью, вступил первым на бастион со своей смертью»;
на третьей — «Воинам, послужившим Отечеству в турецкую войну 1787—1791 гг.»;
на четвёртой — «В память подвига бригадира Ивана Петровича Горича. Открыт в 1903 г.».
- В 1985 году в Очаков приезжал потомок рода Горичей, офицер Черноморского Военно-Морского Флота, доцент Нальчикского университета — Бегидов С. К. и в новом микрорайоне города одну из улиц снова назвали именем Горича.